# 4A Games
4A Games ist ein ursprünglich ukrainisches Entwicklungsstudio für Computerspiele aus Kiew. Seit dem Beginn des Russisch-Ukrainischen Kriegs 2014 hat das Unternehmen seinen Sitz in Sliema, Malta. Es ist bekannt für die Computerspielumsetzungen der Buchreihe Metro 2033. Seit 2020 ist es ein Tochterunternehmen der zur Embracer Group gehörenden Saber Interactive.

## Geschichte
Das Studio wurde 2006 von Andrey Prokhorov, Oles Shyshkovtsov und Alexander Maximchuk gegründet. Die Gründer waren zuvor leitende Entwickler des postapokalyptischen Shooters S.T.A.L.K.E.R.: Shadow of Chernobyl von GSC Game World, die wegen Streitigkeiten über die Entlohnung mit GSC-Inhaber Sergei Grigorovich ihre dortige Anstellung gekündigt hatten. Als Grigorovich nach der Veröffentlichung von S.T.A.L.K.E.R. weitere Mitarbeiter entließ, fanden diese bei 4A Games eine neue Anstellung. Die erste angekündigte Entwicklung wurde der Shooter Metro 2033, die Computerspielumsetzung des gleichnamigen Buchs des russischen Autors Dmitri Gluchowski, in einem ebenfalls postapokalyptischen Szenario. Es kam im März 2010 über den amerikanischen Publisher THQ für Windows und Xbox 360 auf den Markt. 2013 erschien der Nachfolger Metro: Last Light, diesmal zusätzlich auch für die Plattformen PlayStation 3, Linux und macOS. Die Veröffentlichung sollte zunächst ebenfalls über THQ erfolgen, die Rechte gingen durch THQs Insolvenz dann jedoch an Deep Silver. 2014 brachte 4A Games grafisch überarbeitete Versionen seiner beiden Spiele mit dem Titelzusatz Redux auf den Markt und portierte sie gleichzeitig auf die neue Konsolengeneration von PlayStation 4 und Xbox One. Wegen des Beginns des Russisch-Ukrainischen Kriegs 2014 erfolgte die Entwicklung unter äußerst widrigen Umständen. Die Neubearbeitungen verkauften sich bis April 2015 rund 1,5 Millionen Mal.

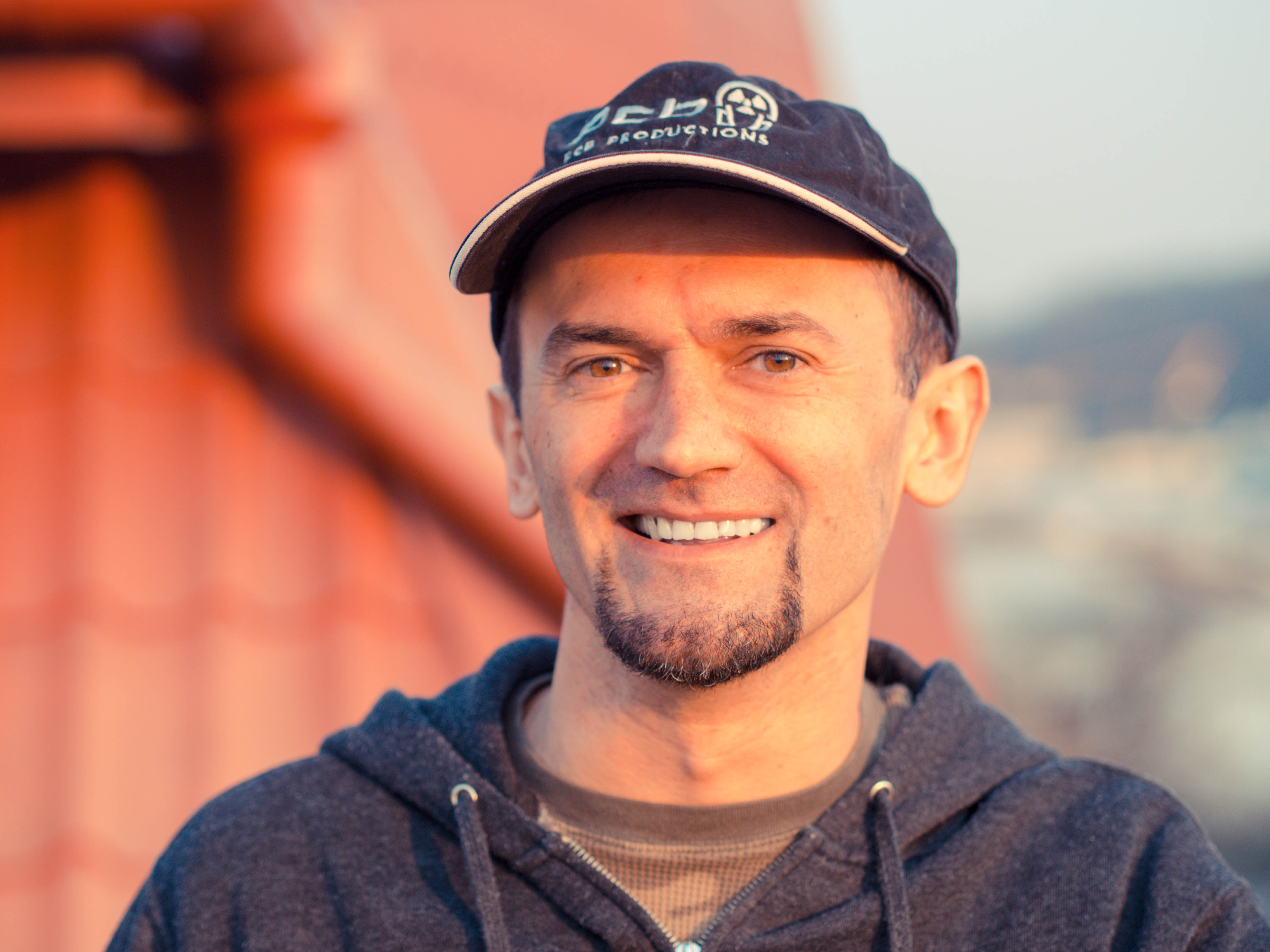
Firmengründer Andrey Prokhorov (2013)

Da es wegen des Krieges in der Ukraine schwieriger wurde, Geldgeber zu finden, gründete Prokhorov 2014 ein neues Studio auf Malta und verlagerte den Hauptsitz des Unternehmens dorthin. Im Oktober 2017 veröffentlichte 4A Games mit Arktika.1 einen Shooter für die VR-Brille Oculus Rift. 2019 folgte über Deep Silver schließlich der dritte Teil der Metro-Reihe, Metro Exodus. Im August 2020 erwarb die schwedische Embracer Group das Entwicklungsstudio über ihre Tochtergesellschaft Saber Interactive. Bereits 2018 hatte Embracer schon 4A Games’ Publisher Deep Silver übernommen.

## Spiele
| Jahr | Titel                   | Plattform                                                      |
| ---- | ----------------------- | -------------------------------------------------------------- |
| 2010 | Metro 2033              | Windows, Xbox 360                                              |
| 2013 | Metro: Last Light       | Windows, Xbox 360, PlayStation 3, macOS, Linux                 |
| 2014 | Metro 2033 Redux        | Windows, Xbox One, PlayStation 4, macOS, Linux, Switch, Stadia |
| 2014 | Metro: Last Light Redux | Windows, Xbox One, PlayStation 4, macOS, Linux, Switch, Stadia |
| 2017 | Arktika.1               | Windows                                                        |
| 2019 | Metro Exodus            | Windows, Xbox One, PlayStation 4, macOS, Stadia                |